# Inno della Giostra del Saracino
L'Inno della Giostra del Saracino è l'inno dell'omonima manifestazione storica che si tiene due volte l'anno ad Arezzo.
Autore del testo fu Alberto Severi (1883-1958), mentre la musica fu scritta dal maestro Giuseppe Pietri (1886-1946).
Nel 1987 su richiesta dell'allora regista della Giostra del Saracino venne eseguita dal gruppo musici degli Sbandieratori di Arezzo l'inno della Giostra del Saracino come può testimoniare un video
Dal 1988 l'Inno viene eseguito, in Piazza Grande, poco prima dell'inizio della Giostra del Saracino, dal Gruppo Musici della Giostra del Saracino di Arezzo con il supporto anche dal gruppo musici degli Sbandieratori di Arezzo. A gran voce i quartieristi presenti in Piazza Grande accompagnano l'esecuzione dell'Inno.
Solitamente, prima di ogni Giostra, non viene eseguito il testo integrale, ma solo la prima strofa e due volte il ritornello.
L'ormai radicatissima popolarità di tale brano tra gli aretini ne ha fatto un vero e proprio "Inno della città di Arezzo".

## Testo
Terra d'Arezzo, un cantico salga dal nostro cuore
a te, che luce ai popoli fosti col tuo splendore.
Da quasi trenta secoli parla di te la storia
e mille e mille pagine consacra alla tua gloria.
Galoppa galoppa, o bel cavalier,
Tu sei la speranza del nostro quartier
Col braccio robusto che piega il destin
trionfa gagliardo del re saracin
Or che risorgon gli animi, d'Italia al nuovo sole,
terra d'Arezzo, esaltati, ché in marcia è la tua prole.
Le mete già sfavillano dinanzi al nostro ardire;
santo è l'amor che infiammaci, più santo è l'avvenire.
Galoppa galoppa, o bel cavalier,
tu sei la speranza del nostro Quartier ;
col braccio robusto che piega il destin,
trionfa, o gagliardo, del Re Saracin,
trionfa, o gagliardo, del Re Saracin.